# Pištolj
Pištolj (hrv. samokres) je vrsta vatrenog oružja koje je dizajnirano da se drži u ruci prilikom korištenja. 
Pištolji se obično dijele na:
- pištolje s jednim metkom (koji se danas najčešće upotrebljavaju za sport i lov, npr. Drulov pištolj);
- pištolje s više cijevi
- revolvere
- poluautomatske pištolje (npr. HS2000)
- automatske pištolje.

## Etimologija
Izraz "pištolj" potječe od francuske riječi pistole (ili pistolet), za koju se smatra da je mogla nastati iz tri različita izvora:
- iz češkog pistole koja potječe od češke riječi píšťala za frulu, što je mogući opis husitskog vatrenog oružja.
- od grada Pistoia u Italiji, gdje je slična oružja 1540-ih izrađivao majstor Camillio Vettelli.
- od riječi pistallo koja je u srednjovjekovnom francuskom označavala jabuku balčaka na sedlu, gdje su to oružje običavali držati konjanici.

## Razvoj
Pištolji su se kao posebno oružje razvili iz pušaka, odnosno pojavili u Europi i Aziji krajem 15. stoljeća. Od njih su se uglavnom razlikovali po kratkoći cijevi, manjoj težini i dometu, a prvenstveno su bili namijenjeni pripadnicima konjaništva. Europske konjice su s vremenom upravo primitivnim pištoljima prilagodili posebnu, a i prilično kompliciranu taktiku zvanu karakoliranje.
Razvoj pištolja je kroz sljedeća četiri stoljeća gotovo u potpunosti pratio razvoj pušaka, što se prvenstveno odnosilo na mehanizme za opaljivanje. Prvi pištolji su se imali glatke cijevi, s municijom, odnosno olovnim zrnima koji su se punili sprijeda. Opaljivanje se vršilo paljenjem barutnog punjenja kroz rupu na stražnjem dijelu oružja.
Kao i kod pušaka, to se činilo putem fitilja, zatim posebnih mehanizama za proizvodnju iskri koje bi upalile barutno punjenje, pa su tako pištolji odgovarali puškama kolašicama, a kasnije kremenjačama. Slično kao i kod pušaka, u 17. i 18. stoljeću se uvode fišeci za držanje barutnog punjenja, a kasnije i mehanizmi opaljivanja koji koriste kapisle. Takvi primitivni pištolji se danas vrlo često kolokvijalno nazivaju kuburama.
Razvoj metalurgije u 19. stoljeću dovodi do stvaranja suvremenih metaka, kao i nastojanja da se poveća brzina paljbe. Prvo se započelo s višecijevnim pištoljima, od kojih je najpoznatiji Derringer, da bi se 1830-ih razvili revolveri koji metke ispaljuju iz bubnja. Revolveri se brže pune i brže ispaljuju metke od klasičnih pištolja, te stječu dominaciju i popularnost koja će trajati sve do 20. stoljeća.
U 19. stoljeću se eksperimentira s brzometnim pištoljem koji koriste spremnik cijevi. Mehanizam opaljivanja koji omogućuje automatsko punjenje metka u zatvarač kasnije dovodi do stvaranja prvih poluautomatskih pištolja koji se nekada kolokvijalno nazivaju automatskim pištoljima iako nisu predstavljali automatsko oružje u pravom smislu riječi. 
Poluautomatski pištolji su dugo vremena bili manje pouzdani, precizni i imali slabiji domet u odnosu na revolvere, ali se ta situacija promijenila iza Drugog svjetskog rata. Većina vojski tada počinje koristi poluatomatske pištolje, a razvijaju se i prvi automatski pištolji. Najnoviji razvoj pištolja odnosi se na korištenje plastike i kompozitnih materijala koji omogućavaju manju težinu, ali i lakše skrivanje što izaziva probleme vezane uz sigurnost, pogotovo zračnog prometa.

## Primjeri
- Walther P99
- Steyr TMP
- HS2000
- Fort-12

## Vanjske poveznice
- Što je pištolj
- Streljačko oružje Hrvatska tehnička enciklopedija, portal hrvatske tehničke baštine. LZMK